# Павлюк Олександр Олексійович
Олекса́ндр Олексі́йович Павлю́к (нар. 20 серпня 1970, м. Новоград-Волинський, нині Звягель) — генерал-лейтенант Збройних сил України. Член Ставки Верховного Головнокомандувача (2023—2024).
Командувач Сухопутних військ ЗСУ (лютий — листопад 2024), перший заступник Міністра оборони України (2023—2024), голова Київської ОДА (березень — травень 2022), командувач Операції об'єднаних сил (2021—2022). Герой України (2022).

## Життєпис
Олександр Павлюк народився 20 серпня 1970 року в місті Новоград-Волинський Житомирської області.
1991 року закінчив Харківське гвардійське вище танкове командне училище.
Служив командиром танкового взводу 47 гвардійської танкової дивізії (1991—1993; с. Гіллерслебен, Німеччина); командиром танкової роти (1993—1997, 30-та танкова дивізія), заступником начальника штабу танкового полку (1997—1999), командиром танкового батальйону (1999—2003).
2004 року закінчив Національний університет оборони України і здобув оперативно-тактичний рівень військової освіти.
Був заступником командира бригади (2005—2006) м. Новоград-Волинський на Житомирщині; командиром українського миротворчого контингенту в Косові (2006—2007), начальником штабу 30-ї механізованої бригади (2007—2010).
У 2010 році став командиром 24 окремої механізованої бригади (м. Яворів Львівської області).

### Російсько-українська війна
З березня 2014 був залучений до відбиття збройної агресії Російської Федерації проти України. 24-та бригада під його командуванням брала участь у боях за Слов'янськ і Краматорськ, згодом вела бої на російсько-українському кордоні. У ізваринському прориві вийшла із напівоточення.
У лютому 2015 року полковник Олександр Павлюк поступив на навчання в Національний університет оборони ім. І.Черняхівського і 2016 року здобув оперативно-стратегічний рівень військової освіти.
У березні 2017 року, закінчивши навчання стратегічного рівня, став командувачем військ Оперативного командування «Захід» Сухопутних військ ЗСУ. Влітку 2020 року був призначений начальником підготовки Командування Сухопутних військ Збройних сил України.
У 2019 отримав ступінь кандидата військових наук в Львівському регіональному інституті державного управління Національної академії державного управління при Президентові України (2021 рік — магістр публічного управління та адміністрування).
28 липня 2021 року призначений командувачем Операції об'єднаних сил.
Наприкінці січня 2022 року генерал-лейтенант Павлюк в інтерв'ю британській газеті The Times назвав величезною помилкою відмову України від ядерного озброєння в 1994 році. Він також передбачив 20 лютого як орієнтовну дату повномасштабного нападу військ РФ.

### Російське вторгнення 2022 року
Як командувач Об'єднаних Сил генерал-лейтенант Павлюк керував обороною Маріуполя та інших міст Донецької та Луганської областей України.
15 березня 2022 року знятий з посади командувача ООС, і призначений головою Київської ОВА. Саме Олександру Павлюку доручена організація оборони та забезпечення столиці України — міста Києва. Станом на початок квітня 2022 року спільними зусиллями підрозділів, задіяних в обороні міста, противника вдалося відтіснити від Києва на декілька десятків кілометрів на всіх напрямках[опосередковано].
21 травня 2022 року знятий з посади голови Київської ОВА.
14 лютого 2023 року рішенням Кабінету міністрів України призначений першим заступником міністра оборони України.
6 березня 2023 року Указом Президента № 129 введений до персонального складу Ставки Верховного Головнокомандувача.
10 лютого 2024 звільнений з посади першого заступника міністра оборони України.
11 лютого 2024 року призначений командувачем Сухопуних військ ЗСУ.
У березні 2024 року Павлюк дорікнув ЗМІ за приділення уваги темі ухилянтства, і сказав, що на той час ТЦК та їхні роти охорони переважно були укомплектовані військовослужбовцями, що втратили здоров'я на війні та визнані непридатними до проходження служби в бойових частинах.
29 листопада 2024 року звільнений з посади командувача Сухопуних військ ЗСУ. 13 грудня 2024 року Павлюк був виведений також зі складу Ставки Верховного Головнокомандувача.

## Нагороди та відзнаки
- звання «Герой України» з врученням ордена «Золота Зірка» (4 березня 2022) — за особисту мужність і героїзм, вагомий внесок у захист державного суверенітету та територіальної цілісності України.[20]
- орден Богдана Хмельницького II ступеня (2 грудня 2016) — за особистий внесок у зміцнення обороноздатності Української держави, мужність, самовідданість і високий професіоналізм, виявлені під час виконання військового обов'язку, та з нагоди Дня Збройних Сил України.[21]
- орден Богдана Хмельницького III ступеня (6 грудня 2012) — за значний особистий внесок у зміцнення обороноздатності Української держави, зразкове виконання військового обов'язку, високий професіоналізм та з нагоди Дня Збройних Сил України.[22]
- медаль «За військову службу Україні» (4 грудня 2007) — за вагомий особистий внесок у зміцнення обороноздатності і безпеки України, зразкове виконання військового обов'язку, високий професіоналізм та з нагоди 16-ї річниці Збройних Сил України.[23]
- подяки голови Кабінету Міністрів України (24 серпня 2007) — з нагоди Дня незалежності України та 750-річчя першої літописної згадки про Новоград-Волинський.[24]

## Військові звання
- генерал-майор (23 серпня 2015)[25]
- генерал-лейтенант (23 серпня 2018)[26]